# Горня-Бишня
Горня-Бишня (серб. Горња Бишња, хорв. Gornja Bišnjа) — населенный пункт (деревня) в общине Дервента, который принадлежит энтитету Республике Сербской, Босния и Герцеговина. По результатам югославской переписи населения 1991 года в Горня-Бишне проживало 352 человека.

## Население
В населении деревни преобладают хорваты.
| 1991                           | - | - | - | - | - | - |
| ------------------------------ | - | - | - | - | - | - |
| 352                            | - | - | - | - | - | - |
| Гистограмма динамики населения |   |   |   |   |   |   |

### Национальный состав
1991 год:
- Сербы — 28 (7,95 %)
- Хорваты — 321 (91,19 %)
- Югославы — 0 (0,00 %)
- Мусульмане — 0 (0,00 %)
- Другие — 3 (0,85 %)